# Momodou Nai Ceesay
Momodou Nai Ceesay (* 10. November 1951 in Serekunda-Bundung) war Minister für Gemeinden und Landverwaltung und Religiöse Angelegenheiten (Secretary of State for Local Government and Lands and Religious Affairs) im westafrikanischen Staat Gambia.

## Leben
Am 4. Mai 2000 wurde er von Präsident Yahya Jammeh als Minister für Gemeinden und Landverwaltung ernannt. Er wurde im Januar 2002 entlassen; sein Nachfolger war ab März 2002 Malafi Jarjue.
Im Februar 2005 wurde Ceesay kurzzeitig in Arrest genommen, offenbar in Zusammenhang mit seiner Aussage vor dem Anti-Korruptions-Komitee von 2004.
Anfang 2015 wurde er von Präsident Jammeh zum Staatssekretär im Innenministerium ernannt.